# Jean-Pierre Barrot
Pour les articles homonymes, voir Barrot.
Jean-Pierre Barrot (né Jean-Pierre Bloch né le 13 décembre 1915 et mort le 24 juin 1987) est un résistant de la Seconde Guerre mondiale, puis un journaliste, un éditeur, un distributeur et producteur de films et un cinéaste.
Il est une des figures du cinéma français d'après-guerre, remis en cause dans les années 1950 par les critiques et cinéphiles de la nouvelle vague.

## Biographie
Né Bloch en 1915, appelé Barrot, il aurait écrit sous un pseudo dans L'Intransigeant de Léon Bailby vers 1935. Il effectue son service militaire en 1937, de deux ans, prolongé à la déclaration de guerre de 1939,. Proche des communistes, il devient résistant pendant la guerre,. Après la guerre, il est avec Jean Vidal un des fondateurs de L'Écran Français, revue de cinéma qu'il a dirigée, et des Lettres françaises.
En qualité de distributeur de films, il a été le premier à distribuer les films de Ingmar Bergman et de Yasujirō Ozu en France. Il a produit des téléfilms de haute qualité, dont un sur Honoré de Balzac, et a réalisé un documentaire sur Georges de la Tour. Il a dirigé l'une des plus importantes sociétés de doublage de films : Télécinex. Dans les années 1950, son éloge du cinéma français d'après-guerre, parlant « d'œuvres de qualité plutôt que de révélations » a été critiqué par les adeptes de la nouvelle vague et plus particulièrement par François Truffaut, qui veut secouer le monde du cinéma et remettre en cause le culte du réalisme psychologique et le goût pour les adaptations littéraires,,. Le cinéphile François Truffaut, dès l'âge de 16 ans, multipliait les lettres à « la rédaction de L’Écran français de questions en tout genre, occupant à lui seul la rubrique du courrier des lecteurs » et connaissait Jean-Pierre Barrot pour l'avoir côtoyé dans les ciné-clubs.
Il est le père de Marine Barrot et d'Olivier Barrot, auteur et journaliste de télévision, entre autres animateur d'Un livre, un jour sur France 3.
Il est mort en 1987 et est inhumé au cimetière parisien de Pantin dans la 19e division.